# MacOS Catalina
Pour les articles homonymes, voir Catalina.
macOS Catalina (version 10.15) est la seizième version majeure de la dixième version de macOS, le système d'exploitation d'Apple pour ordinateur de bureau. Il succède à macOS Mojave et a été annoncé à la WWDC 2019 le 3 juin 2019. Catalina est la première version de macOS à prendre en charge exclusivement les applications 64 bits.
Le système d'exploitation porte le nom de l'île de Santa Catalina, située dans le Sud de la Californie.
Cette version est disponible depuis le lundi 7 octobre 2019.

## Configuration requise
macOS Catalina fonctionne sur tous les appareils prenant en charge macOS Mojave :
- MacBook : début 2015 et plus récents ;
- MacBook Air : mi-2012 et plus récents ;
- MacBook Pro : mi-2012 et plus récents ;
- Mac mini : fin 2012 et plus récents ;
- iMac : fin 2012 et plus récents ;
- iMac Pro : fin 2017 et plus récents ;
- Mac Pro : fin 2013 et plus récents.

## Nouveautés majeures

### Système

#### Architecture 64 bits
macOS Catalina prend en charge exclusivement les applications 64 bits, rendant les applications 32 bits incompatibles et inutilisables. Ce paramètre est à prendre en compte, notamment pour les usages professionnels. Par précaution, il est fortement conseillé aux professionnels de ne pas installer les versions bêta publiées lors de la phase de développement. En effet, il existe le risque que les développeurs d'applications tierces en  32 bits attendent l'approche de la sortie de la première version stable publique de macOS Catalina pour migrer vers une architecture 64 bits.

#### Catalyst
Catalyst est une nouvelle plateforme permettant aux logiciels de cibler à la fois macOS et iPadOS. Apple a présenté plusieurs applications portées, notamment Jira et Twitter (après que ce dernier a cessé d'utiliser son application macOS en février 2018),. Le projet Catalyst semble avoir pour vocation d'être une plateforme de transition vers le nouveau framework SwiftUI, une interface codée en langage Swift, permettant de développer une application multi-plateforme à partir d'un codage unique.

#### Gatekeeper
Les applications Mac, les packages d'installations et les extensions de noyau signés avec Developer ID doivent maintenant être validés par Apple pour pouvoir s'exécuter sur macOS Catalina. Il reste cependant possible d'utiliser des sources non-signées, comme sur les versions précédentes de macOS.

#### Commande vocale
Cette nouvelle fonctionnalité permettra aux utilisateurs de contrôler leurs appareils avec des commandes vocales. Bien que macOS ait précédemment pris en charge Siri, « Contrôle vocal » donnera aux utilisateurs un contrôle plus profond. De plus, le traitement sur machine de l'appareil a été utilisé pour offrir une meilleure navigation.

#### Sidecar
Sidecar est une nouvelle fonctionnalité qui permet à un iPad sous iPadOS 13 d'être utilisé comme écran externe sans fil. Avec Apple Pencil, l'appareil peut également être utilisé comme une tablette graphique pour les logiciels exécutés sur l'ordinateur,.

#### zsh
zsh est devenu l'interface système par défaut sous macOS Catalina. Il remplace bash, interface système par défaut utilisé depuis Mac OS X Panther en 2003.

#### Extensions système
macOS Catalina est la dernière version de macOS à supporter les extensions de noyau. L'installation d'une extension du kernel ou kext requiert l'authentification par mot de passe de l'utilisateur. Ce principe est mis en place afin de protéger le kernel natif macOS avec une sécurité optimale. Dans ce cas, la décision de l'utilisateur se détache de la politique d'utilisation de macOS en cas de risques imputés au système d'exploitation. Par ailleurs, l'installation d'un tel kernel demande désormais de redémarrer le système pour permettre son chargement. Apple propose une solution de remplacement appelée DriverKit.

### Applications

#### Finder
Sous macOS Catalina, le Finder vous permet de partager des fichiers entre les appareils iOS et iPadOS et le Mac (à défaut d'iTunes qui était le mode utilisé pour les transferts auparavant).

#### iTunes
Conformément à iOS, le logiciel iTunes est divisé en applications distinctes de musique, de podcasts et de télévision renommées Musique, Podcasts et TV,. TV sur Mac prend en charge Dolby Atmos, Dolby Vision et HDR10 sur les MacBook sortis en 2018 ou plus tard, tandis que la lecture 4K HDR est prise en charge sur les Mac sortis en 2018 ou plus tard lorsqu'ils sont connectés à un écran compatible.

#### Localiser
Localiser mon iPhone et Localiser mes amis sont fusionnés en une seule application appelée « Localiser ».

#### Rappels
L'application Rappels a vu des modifications cosmétiques et fonctionnelles. Les pièces jointes peuvent maintenant être ajoutées aux rappels et Siri peut, de manière intelligente, estimer quand rappeler à l'utilisateur un événement, entre autres.

#### Dashboard
L'application Dashboard a été supprimée dans macOS Catalina.

## Historique de la version
Apple ne permet pas le téléchargement de son système d'exploitation depuis une plateforme tierce. Ainsi, la mise à jour se fait obligatoirement par les « Préférences Système » depuis macOS Mojave. Les versions ad hoc ne sont disponibles que sur la plateforme AppleSeed, avec un accès limité aux développeurs. Cette politique a pour but d'empêcher une diffusion du système modifié, afin de garantir son authenticité et sa sécurité.
|  | Versions antérieures |  | Version actuelle |

| Version | Build   | Date de sortie    | Darwin |
| ------- | ------- | ----------------- | ------ |
| 10.15   | 19A583  | 7 octobre 2019    | 19.0.0 |
| 10.15   | 19A602  | 15 octobre 2019   | 19.0.0 |
| 10.15   | 19A603  | 21 octobre 2019   | 19.0.0 |
| 10.15.1 | 19B88   | 29 octobre 2019   | 19.0.0 |
| 10.15.2 | 19C57   | 10 décembre 2019  | 19.2.0 |
| 10.15.3 | 19D76   | 28 janvier 2020   | 19.3.0 |
| 10.15.4 | 19E266  | 24 mars 2020      | 19.4.0 |
| 10.15.4 | 19E287  | 8 avril 2020      | 19.4.0 |
| 10.15.5 | 19F96   | 26 mai 2020       | 19.5.0 |
| 10.15.5 | 19F101  | 1er juin 2020     | 19.5.0 |
| 10.15.6 | 19G73   | 15 juillet 2020   | 19.6.0 |
| 10.15.6 | 19G2021 | 12 août 2020      | 19.6.0 |
| 10.15.7 | 19H2    | 24 septembre 2020 | 19.6.0 |
| 10.15.7 | 19H15   | 5 novembre 2020   | 19.6.0 |
| 10.15.7 | 19H114  | 14 décembre 2020  | 19.6.0 |
| 10.15.7 | 19H512  | 1er février 2021  | 19.6.0 |
| 10.15.7 | 19H524  | 9 février 2021    | 19.6.0 |
| 10.15.7 | 19H1030 | 26 avril 2021     | 19.6.0 |
| 10.15.7 | 19H1217 | 24 mai 2021       | 19.6.0 |
| 10.15.7 | 19H1323 | 21 juillet 2021   | 19.6.0 |
| 10.15.7 | 19H1417 | 13 septembre 2021 | 19.6.0 |
| 10.15.7 | 19H1419 | 23 septembre 2021 | 19.6.0 |
| 10.15.7 | 19H1519 | 25 octobre 2021   | 19.6.0 |
| 10.15.7 | 19H1615 | 13 décembre 2021  | 19.6.0 |
| 10.15.7 | 19H1713 | 26 janvier 2022   | 19.6.0 |
| 10.15.7 | 19H1715 | 14 février 2022   | 19.6.0 |
| 10.15.7 | 19H1824 | 14 mars 2022      | 19.6.0 |
| 10.15.7 | 19H1922 | 16 mai 2022       | 19.6.0 |
| 10.15.7 | 19H2026 | 20 juillet 2022   | 19.6.0 |